# Velický hliník
Velický hliník je přírodní památka západně obce Javorník v okrese Hodonín, severozápadně železniční zastávky Javorník nad Veličkou v již opuštěném hliništi s několika periodickými jezírky, kde probíhala těžba do devadesátých let 20. století. Geomorfologicky náleží do Žalustínské vrchoviny. Součástí přírodní památky je evropsky významná lokalita Javorník – hliník. 

## Předmět ochrany
Důvodem ochrany je přírodovědecky cenné území s výskytem kuňky žlutobřiché (Bombina variegata) a řady dalších zvláště chráněných druhů rostlin a živočichů, jako např. kruštík bahenní (Epipactis palustris), prstnatec pleťový (Dactylorhiza incarnata), hořec křížatý (Gentiana cruciata), len tenkolistý (Linum tenuifolium), vstavač vojenský (Orchis militaris), černýš hřebenitý (Melampyrum cristatum), modrásek Rebelův (Maculinea rebeli), ohniváček černočárný (Lycanea dispar), kudlanka nábožná (Mantis religiosa) a další.

## Geologie
Podloží tvoří flyšové vrstvy vnějších Karpat, s převažujícími vápnitými jílovci kuželovského souvrství a deluviofluviální písčitohlinité až hlinitopísčité sedimenty.